# Cappella di San Giorgio al Broletto
La cappella di San Giorgio al Broletto o cappella Palatina del Broletto era la cappella privata del Broletto di Brescia, fatta costruire da Pandolfo III Malatesta nella prima metà del Quattrocento.
Decorata tra il 1414 e il 1419 da un ciclo di affreschi di Gentile da Fabriano, è stata quasi completamente distrutta nel 1640 durante la costruzione dell'ala trasversale del palazzo. Data per completamente perduta, alla fine del Novecento sono stati scoperti alcuni frammenti dell'originale decorazione di Gentile da Fabriano.

## Storia

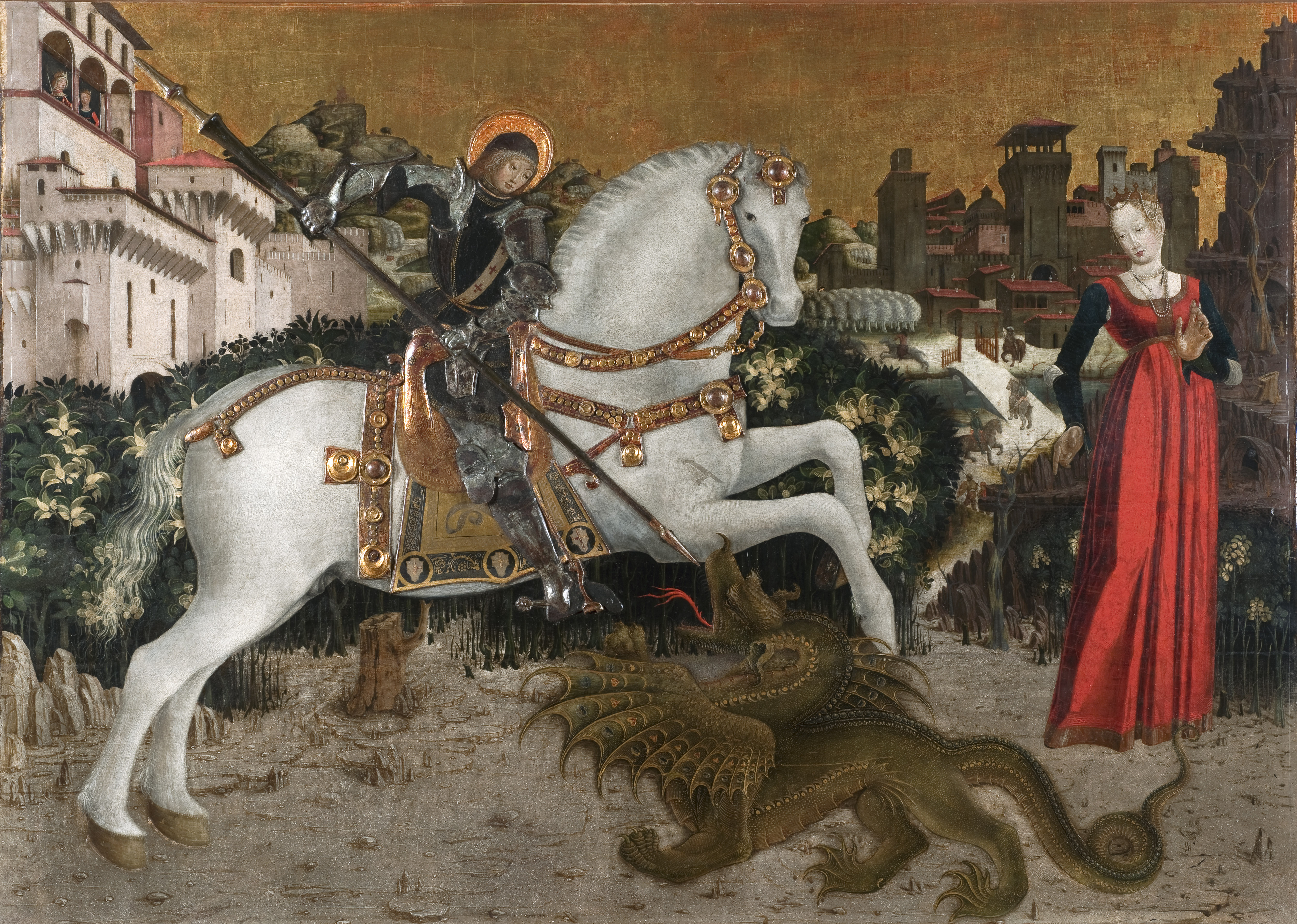
Antonio Cicognara, San Giorgio e la principessa, fine XV secolo. L'esecuzione del dipinto trovò verosimilmente un prestigioso modello locale nel San Giorgio e la principessa di Gentile da Fabriano affrescato nella cappella.

Nel 1404 Brescia passa dalle mani dei Visconti, in via di decadimento, ai domini di Pandolfo III Malatesta, che si trasferisce con la sua corte nel Broletto, il centro del potere cittadino e, perciò, della neonata Signoria di Brescia. Pandolfo promuove immediatamente una fitta serie di interventi all'interno del palazzo, che si concretizzano in alcuni ampliamenti delle strutture preesistenti e alla costruzione dell'ala nord, interventi tutti riconoscibili dal punto di vista stratigrafico poiché realizzati utilizzando mattoni e non pietra.
Il più importante intervento, dal punto di vista artistico, è la costruzione di una cappella di palazzo al primo piano, dietro la chiesa di Sant'Agostino anch'essa inglobata nell'ampliamento. La decorazione degli interni viene affidata a Gentile da Fabriano, che tra il 1414 e il 1419 esegue un completo e unitario ciclo di affreschi. Centro dell'apparato decorativo era un grande San Giorgio e la principessa sulla parete di fondo, condotto con l'inserimento di elementi in rilievo in oro, argento, minio e oltremarini, alla ricerca di effetti propri delle arti plastiche quali l'oreficeria e lo sbalzo.
Dopo due secoli di esistenza, la cappella finirà per essere distrutta nel 1640 nell'ambito della costruzione dell'ala trasversale al centro del palazzo, voluta dal capitano Andrea da Lezze.

## Resti
Della cappella rimane molto poco dal punto di vista architettonico, essendo stata inglobata e parzialmente distrutta nell'intervento del 1626.
Allo stesso modo era considerato completamente perduto anche il ciclo decorativo di Gentile da Fabriano, ma alla fine del Novecento, durante mirati lavori di restauro, sono emersi alcuni frammenti dell'opera, che sono stati lasciati in loco. Si tratta di lunette affrescate con architetture di finissima esecuzione, riconducibili alla mano dell'artista.
La visita a ciò che rimane della cappella e ai frammenti di Gentile da Fabriano è però preclusa al pubblico.«»